# Aditi
Aditi (en sànscrit: अदिति, La que no té límits) és, dins del vedisme, la deessa-mare (Devamātri, mare dels déus). Representa el concepte de l'origen primordial, de l'expansió infinita creadora de totes les coses.
En la mitologia hindú, Aditi donà a llum els aditya, divinitats (deva) que personifiquen els dotze mesos de l'any i els signes del zodíac.
Representa l'amplitud, l'extensió, la llibertat. És la deessa que permet el floriment, allibera de tot el que restringeix, fa desaparèixer tot rastre de pecat, d'impuresa, de malaltia. Dona la bona salut. És la mare per excel·lència i les dones, durant el seu embaràs, llueixen l'amulet "que Aditi portava quan desitjava un fill". Per això és protectora dels parts.
Se la representa com una dona jove que retorça els seus cabells amb les dues mans. Dels seus cabells surt el riu, font de totes les riqueses.